# Аимоне (Бјела)
Аимоне (итал. Aimone) је насеље у Италији у округу Бијела, региону Пијемонт.
Према процени из 2011. у насељу је живело 108 становника. Насеље се налази на надморској висини од 422 м.